# Shadiping (sockenhuvudort i Kina, Hunan Sheng, lat 29,66, long 109,82)
Shadiping (kinesiska: 砂地坪, 八大公山乡) är en sockenhuvudort i Kina. Den ligger i provinsen Hunan, i den södra delen av landet, omkring 350 kilometer nordväst om provinshuvudstaden Changsha. Antalet invånare är 3 259. Befolkningen består av 1 533 kvinnor och 1 726 män. Barn under 15 år utgör 19,0 %, vuxna 15-64 år 63 %, och äldre över 65 år 17,0 %.
Runt Shadiping är det ganska tätbefolkat, med 111 invånare per kvadratkilometer. Närmaste större samhälle är Pailou, 13,2 km söder om Shadiping. I omgivningarna runt Shadiping växer i huvudsak blandskog.
Genomsnittlig årsnederbörd är 1 677 millimeter. Den regnigaste månaden är september, med i genomsnitt 284 mm nederbörd, och den torraste är december, med 18 mm nederbörd.